# 替加环素
替加环素（英語：Tigecycline，亦称丁甘米诺环素，商品名：老虎黴素，研发代号为GAR-936）是一种静脉给药的广谱甘氨酰环肽类抗生素，属于第三代四环素类抗生素。它主要针对耐药细菌如耐甲氧西林金黄色葡萄球菌（MRSA）、耐药性鲍曼不动杆菌、喹诺酮类耐药大肠埃希菌（QREC）等而被开发。作为第三代四环素类抗生素，其结构修饰扩展了其抗菌谱，除假单胞菌属（如铜绿假单胞菌）及变形杆菌属对其不敏感外，多数菌属对其敏感。该药最初由辉瑞公司以商品名泰阁（Tygacil）上市销售。它获得了美国食品和药品监督管理局的快速批准，并于2005年6月17日上市。

## 临床应用
替加环素以静脉注射给药，用于治疗复杂的皮肤和结构感染、复杂的腹腔内感染和社区获得性细菌性肺炎，其抗菌谱涵盖MRSA、VRE、青霉素耐药肺炎链球菌（PRSP）和大部分革兰氏阴性菌：
- 替加环素作为备选用药可以治疗以下细菌引起的复杂皮肤、腹腔和结构感染：喹诺酮类耐药大肠埃希菌（QREC），耐万古霉素肠球菌（VRE），耐甲氧西林金黄色葡萄球菌（MRSA），无乳链球菌，链球菌，化脓性链球菌，阴沟肠杆菌，肺炎克雷伯菌和脆弱拟杆菌等。[5]
- 替加环素作为备选用药可用于治疗由以下细菌引起且其他药物治疗无效的社区获得性细菌性肺炎：青霉素耐药肺炎链球菌（PRSP），不产生β-内酰胺酶的嗜肺军团菌和流感嗜血杆菌。

欧洲临床微生物学和感染学会建议将替加环素作为治疗复杂或难治性艰难梭菌感染的潜在备选药物。
替加环素还可用于体弱的患者，如免疫功能低下的患者或癌症患者。 2011年有研究表明替加环素可能对急性髓性白血病有一定疗效。

### 给药方式与剂量控制
通过每12小时缓慢静脉输注（30至60分钟）给予替加环素。肝功能受损的人需要给予较低的剂量。肾功能受损的患者无需调整。它未被许可用于儿童。
患有轻度至中度肝脏问题的人需要进行剂量调整。对患有严重肝脏问题的患者，应减少剂量并密切监测。
肾功能不良或血液透析患者不需要变化剂量。

## 药理学
替加环素的第III期试验顯示，其治疗复杂皮肤与皮肤结构感染的临床效果至少与静脉注射万古霉素和氨曲南的给药方案等效，而其治疗复杂的腹腔内感染的临床效果则与静脉注射亚胺培南和西拉司坦的给药方案相似。 替加环素对许多革兰氏阳性菌、革兰氏阴性菌和厌氧菌具有活性，包括耐甲氧西林金黄色葡萄球菌（MRSA）、嗜麦芽寡养单胞菌、流感嗜血杆菌、淋病奈瑟菌（MIC值报告为2μg/mL）和鲍曼不动杆菌的多重耐药菌株。与其他四环素类抗生素一样，替加环素对立克次体、衣原体、支原体、螺旋体均有效，但它对假单胞菌属及变形杆菌属细菌没有抗菌活性。

### 作用机制
替加环素为广谱抗生素，同时也是蛋白质合成抑制剂。与四环素类抗生素相似，它通过与细菌的30S核糖体亚基结合并阻断氨酰基-tRNA与核糖体的A位点的相互作用而表现出抑菌活性。 此外，替加环素已显示出对肺炎链球菌和嗜肺军团菌分离株具有杀菌活性。
替加环素为第三代四环素类抗生素，具有与米诺环素相似的结构，含有甘氨酰胺结构，故其属于甘氨酰环肽类抗生素。与米诺环素相比，替加环素在D环9-位连接有N，N-二甲基甘氨酰胺（DMG），该结构使得替加环素对革兰氏阴性菌和革兰氏阳性菌的抗菌活性相比米诺环素有所增加。

### 抗菌活性
替加环素对革兰氏阳性和革兰氏阴性细菌均有一定的效果，包括一些重要的多重抗藥性細菌。以下表示替加环素对一些医学上重要的细菌病原体的最低抑菌浓度（MIC)。
- 大肠埃希菌：0.015μg/mL-4μg/mL
- 肺炎克雷伯菌：0.06μg/mL-16μg/mL
- 耐药金黄色葡萄球菌（MRSA）：0.03μg/mL-2μg/mL[12]

替加环素对大多数假单胞菌属菌株效果较差。

### 耐药性
与其他四环素类抗生素类似，肠杆菌科（如大肠埃希菌）对替加环素的耐药性通常由耐药基因编码的膜蛋白将药物主动排除所导致的，例如RND型外排泵 AcrAB蛋白。一些细菌（如假单胞菌属），通过这种外排泵的持续过度表达，对替加环素具有天然耐药性。另外，一些肠杆菌科细菌可通过核糖体基因的突变（如rpsJ ）所产生的核糖体保护蛋白来对替加环素产生耐药性。

## 副作用
作为四环素衍生物，替加环素表现出与其他四环素类抗生素相似的副作用。胃肠道反应是最常见的副作用， 例如轻度或中度的恶心（26％）和呕吐（18％），通常在治疗的前两天发生。罕见的不良反应（<2％）包括：注射部位肿胀、疼痛和刺激；厌食；黄疸；肝功能障碍；瘙痒；急性胰腺炎和凝血酶原时间增加。

### 禁忌症
与其它四环素类抗生素相似，对四环素类抗生素过敏的个体以及孕妇和儿童服用替加环素时，需要采取预防措施。已有研究发现怀孕期间给药会引起胎儿伤害，故其妊娠分级为D 。在大鼠或兔子中，替加环素可穿过胎盘屏障并在胎儿组织中发现，且其与较低的出生体重和较慢的骨组织骨化相关，故除非获益大于风险，否则应尽量避免使用替加环素。 此外，与其他四环素类抗生素类似，童年时期使用替加环素会导致牙齿黄染（即四环素牙），除非必要，否则不应使用。
另外有临床病例报告替加环素能诱导囊性纤维化患者产生急性胰腺炎，故此类患者应避免使用替加环素。
近期临床试验表明当替加环素用于治疗医院获得性肺炎（特别是呼吸机相关性肺炎）、皮肤和组织复杂感染、腹腔感染、糖尿病足感染时会导致患者死亡率增加。 该差异无统计学意义，但还是促使FDA发出黑框警告。

### 黑框警告
2010年9月，FDA发布了一项关于替加环素的黑框警告，内容为与其他适当治疗相比，使用替加环素治疗的死亡风险增加。 由于服用该药物的个体总死亡率增加（原因未知），替加环素保留作为备选药物用于治疗不适合使用其他药物的情况。 在此之后FDA对药物黑框警告部分进行了更新，增加了在特定适应症中有关死亡风险增加的信息（在医院获得性肺炎，尤其是呼吸机相关性肺炎治疗的患者中最明显）。

## 药物相互作用
已发现替加环素与其他药物具有相互作用，例如：
- 华法林：由于替加环素和华法林都与血清或血浆蛋白结合，因此存在竞争血浆蛋白的可能性，从而可能导致其中一种药物表观分布容积发生变化。虽然不需要调整剂量，但如果同时给予，应监测INR和凝血酶原时间。[19]
- 口服避孕药：四环素类抗生素可导致口服避孕药的浓度水平降低。[10]

## 药代动力学
替加环素通过葡萄糖醛酸化代谢成葡糖苷酸结合物和N-乙酰基-9-氨基米诺环素代谢物，其消除半衰期为36小时。59%的原形药物经胆汁由粪便排泄，22%由尿液排出，故严重肝功能损害患者需要调整剂量，肾功能不全者则无需调整用药剂量。

## 其他名称
- 泰阁（辉瑞制药）
- 泽坦（江苏豪森制药）
- Tigeplug（印度Biocon销售）
- Tigilyn（由缅甸Real Value therapy pharmaceuticals公司销售，Lyka制造）